# Choerophryne variegata
Choerophryne variegata es una especie de anfibios de la familia Microhylidae.

## Distribución geográfica
Se encuentra en Nueva Guinea Occidental en Indonesia.